# ボフダン・フメリニツキー勲章 (ウクライナ)
ボフダン・フメリニツキー勲章（ウクライナ語: Орден Богдана Хмельницького）は、ウクライナの勲章。名称はウクライナ・コサックのヘーチマンであるボフダン・フメリニツキーにちなむ。

## 概要
1995年4月27日、ウクライナ最高議会 (ヴェルホーヴナ・ラーダ) は、一等・二等・三等ボフダン・フメリニツキー勲章の創設を決定。説明および法令を同名の既存の命令(ソビエト連邦で運用されていたボグダン・フメリニツキー勲章)と関連付けて、承認を得るためにウクライナ最高議会に提出するよう、文化と精神に関するウクライナ最高議会委員会に指示した。同年5月3日、レオニード・クチマ大統領がボフダン・フメリニツキー勲章に関する大統領令を発令した。

### メダル・リボン

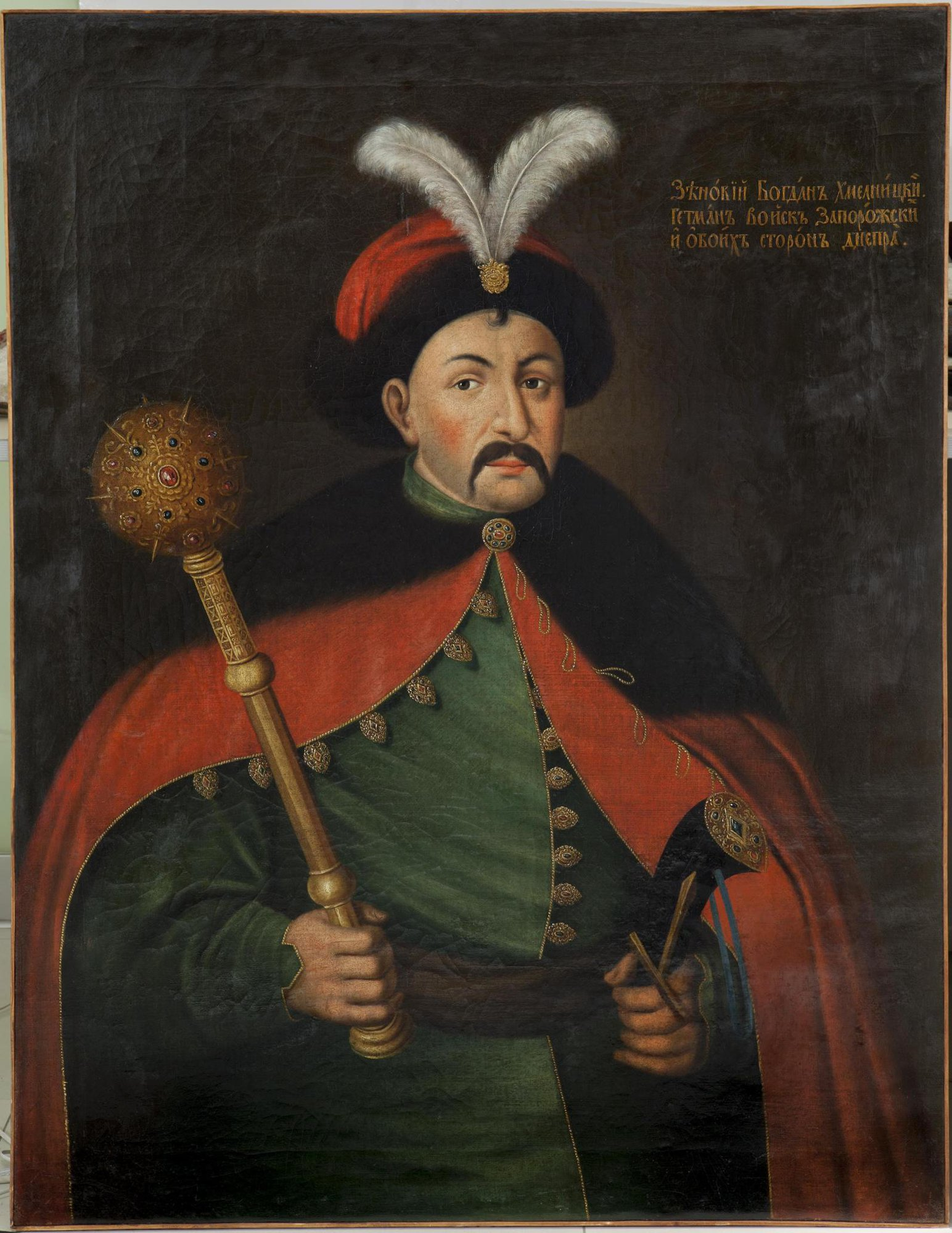
ボフダン・フメリニツキー

| 1等    | 2等 | 3等 |
| ------ | --- | --- |
|        |     |     |
| リボン |     |     |
|        |     |     |